# Back Chat
A Back Chat a harmadik dal a brit Queen rockegyüttes 1982-es Hot Space albumáról. A szerzője John Deacon basszusgitáros volt. A szövege Georg Purvis, a The Complete Works című könyv szerzője szerint egy civakodó párról szól.
Az 1980-as évek elején az együttes egyre több funk és R&B dalt játszott. Míg Deacon és Freddie Mercury énekes kedvelték ezt az új stílust, addig Brian May gitáros és Roger Taylor dobos az együttes régi hangzását favorizálták. May és Deacon ennél a dalnál is összeütközésbe kerültek, mert a gitáros a Queen stílusától túl elragaszkodottnak tartotta. Végül sikerült kompromisszumot kötniük, és May egy kis „keménységet hozott a dalba”, de Deacon nem állta meg, hogy megjegyezze, a gitáros egyáltalán nem úgy játszik a dalaiban, ahogy az neki tetszene. Deacon a basszusgitár mellett szintetizátoron és ritmusgitáron is játszott a felvételen.
1982. augusztus 9-én kislemezen is megjelent, csak Angliában. Minimális érdeklődés volt iránta, a negyvenedik helyet érte el a slágerlistán. Az NME szerint „Feltehetőleg a diszkó paródiája, már ha Freddie Mercury komolyan így gondolta”, a Rolling Stone viszont barátságosabban írt róla: „forró funk-rock dallam, olyan csúszós gitársávokkal, mint egy jeges táncparkett.” Kevés alkalommal játszották a Hot Space turnén, de azután később sosem. Élő előadása szerepel a Queen on Fire – Live at the Bowl DVD-n és CD-n. Forgattak hozzá egy klipet is, amelyben az együttes egy vízzel elárasztott gyárépületben adja elő a dalt, de a hűvös fogadtatás miatt csak évekkel később, a 2003-as Greatest Video Hits 2 válogatáson láthatta először a közönség.

## Közreműködők
- Ének: Freddie Mercury
- Háttérvokál: Freddie Mercury

Hangszerek:
- Roger Taylor: Simmons elektronikus dobfelszerelés
- John Deacon: Linn dobgép, Oberheim OBX szintetizátor, Fender Telecaster, Fender Stratocaster, Music Man basszusgitár
- Brian May: Red Special
- Freddie Mercury: Oberheim OBX-A szintetizátor

## Kislemez és helyezések
7" kislemez (EMI 5325, Anglia / Elektra 7-69941, Amerika)
1. Back Chat – 4:10
2. Staying Power – 4:10

12" kislemez (EMI 12EMI 5325, Anglia / Elektra 0-67975, Amerika)
1. Back Chat (extended) – 6:50
2. Staying Power – 4:10

| Év   | Lista              | Helyezés |
| ---- | ------------------ | -------- |
| 1982 | Brit kislemezlista | 40       |
| 1982 | Ír slágerlista     | 19       |
| 1982 | Német slágerlista  | 69       |